# 338 f.Kr.

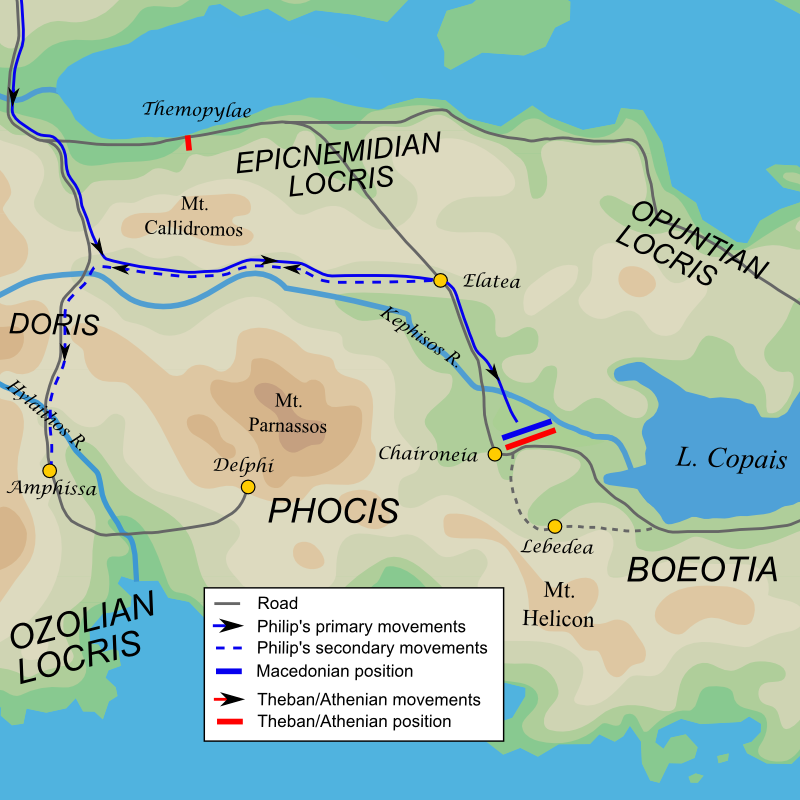
Filip II:s fälttåg 339–338 f.Kr.

## Händelser

### Efter plats

#### Persiska riket
- Den persiske generalen, vesiren och eunucken Bagoas faller i onåd hos Artaxerxes. Bagoas försöker kvarstå i det politiska livet och på sin post genom att ersätta Artaxerxes III med dennes yngste son Arses, som han tror ska vara enklare att kontrollera. Bagoas mördar därför Artaxerxes III och alla hans söner, förutom Arses, som sedan sätts på tronen av Bagoas. Artaxerxes IV Arses blir en marionettkung, medan Bagoas blir makten bakom tronen.

#### Grekland
- Efter sin betydande seger över lokrierna går Filip II av Makedonien snabbt in i Fokis. Han vänder sig sedan mot sydost, ner genom Kefissosdalen, erövrar Elateia och återställer stadens befästningar.
- Aten får till stånd en allians med Euboeia, Megara, Achaia, Korinth, Akarnanien och några andra stater på Peloponnesos. Atens mest eftertraktade allierade är dock Thebe, varför den atenske ledaren Demosthenes beger sig till denna boeotiska stad och säkrar en allians med den, trots en makedonisk deputations försök att övertala staden att istället alliera sig med Makedonien. I gengäld accepterar Aten att Thebe kontrollerar Boeotien, att Thebe blir ensam befälhavare till lands och har delat befäl med Aten till sjöss samt att Aten betalar två tredjedelar av kostnaden för fälttåget.
- 2 augusti – Filip II av Makedonien besegrar atenarna och thebierna i slaget vid Chaironeia i västra Boeotien. Hans son Alexander för befälet över makedoniernas vänstra flank under slaget. Efter segern är Filip II hårdhänt mot Thebe men mild mot Aten, tack vare den atenske oratorn och diplomaten Demades ansträngningar. Denne ser till att förhandla fram ett fredsfördrag mellan Aten och Makedonien.
- Filip II avancerar in i Peloponnesos, där han besegrar Thessalien, kuvar Sparta och sammankallar en panhellensk kongress i Korinth. Detta leder till att makedonisk hegemoni etableras över centrala Grekland (inklusive Aten).
- Den atenske statsmannen och oratorn Lykurgos får kontroll över statens finanser och ser till att fördubbla de årliga statsinkomsterna.
- Kung Arkidamos III av Sparta misslyckas, efter ett femårigt fälttåg i södra Italien, med att uppnå några avgörande resultat och medan han leder en legohär för att bistå Tarentum mot lucierna blir han dödad tillsammans med de flesta av sina män vid Manduria i Apulia et Calabria. Han efterträds då som eurypontidisk kung av Sparta av sin son Agis III.

#### Sicilien
- Karthago gör ett nytt försök att erövra hela Sicilien. De skickar först några legosoldater att utöka konflikten mellan Timoleion och de siciliska tyrannerna. Denna ansträngning leder dock till att Hiketas, tyrannen i Leontini, besegras, tas tillfånga och avrättas. Genom ett fördrag mellan Syrakusa och Karthago begränsas den karthagiska dominansen över ön till området väster om floden Halycus (Platani).
- När fred äntligen har uppnåtts med Karthago kan Timoleion av Syrakusa avsätta ytterligare två tyranner på Sicilien, varefter han drar sig tillbaka från det offentliga livet.

#### Romerska republiken
- Det latinska kriget slutar med att latinska förbundet upplöses och de enskilda latinska städerna tvingas acceptera romarnas termer. Många av städerna inkorporeras i den romerska staten, men i övrigt erbjuder romarna mycket liberala villkor i fredsfördraget. Männen från de flesta av dessa städer erhåller romerskt medborgarskap och på så vis får romarna genom freden vänner snarare än fiender.
- När deras huvudstad Antium har fallit i romarnas händer överger volscerna slutligen sitt motstånd mot romarna och accepterar en allians med dem.

## Avlidna
- Artaxerxes III, kung av Persiska riket sedan 358 f.Kr. (mördad)
- Arkidamos III, kung av Sparta sedan 360 f.Kr. (stupad)
- Isokrates, grekisk retoriker och moralfilosof, en av de tio attiska talarna (född 436 f.Kr. i Aten, död där av självsvält)
- Hiketas, grekisk filosof (död omkring detta år; född omkring 400 f.Kr.)
- Shang Yang, kinesisk statsman i staten Qin (avrättad genom att slitas itu av hästspann)
- Xiao, hertig av den kinesiska staten Qin